# 天主教都灵总教区
天主教都灵总教区是罗马天主教在意大利西北部设立的一个教区，成立于4世纪，1515年5月21日升格为总教区。主教座堂设在圣若翰洗者主教座堂。

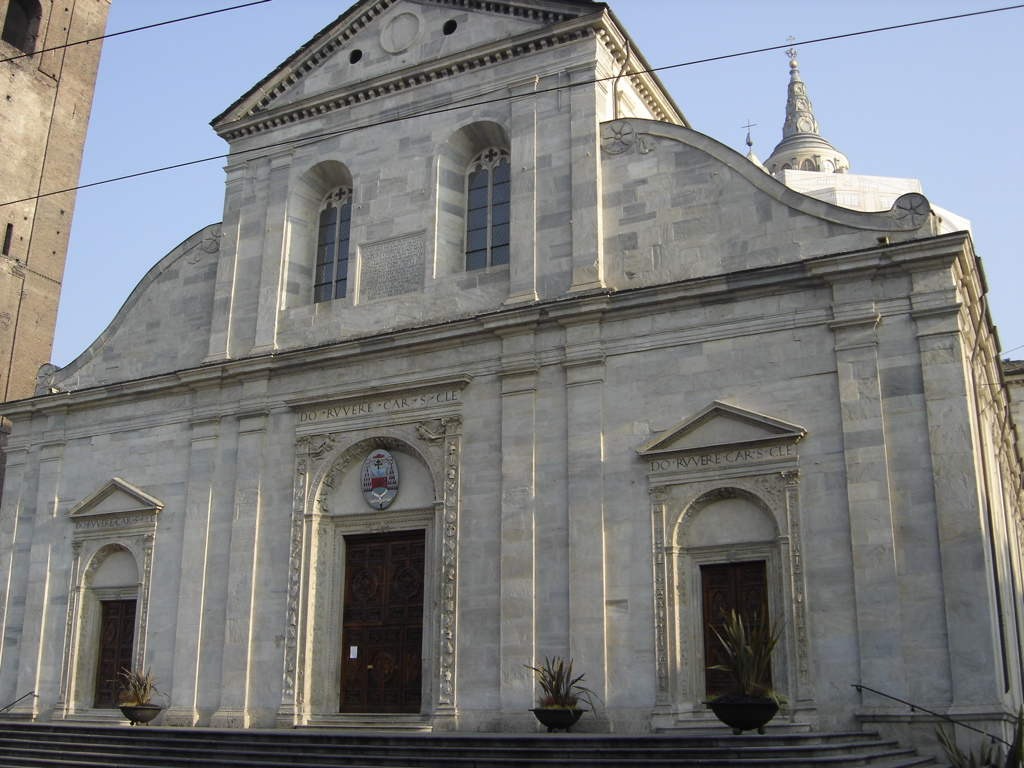
圣若翰洗者主教座堂正立面

都灵总教区包括359个本堂区，分属于皮埃蒙特大区的阿斯蒂省、库内奥省和都灵省。
現任總主教為切薩雷·諾西利亞，榮休總主教為塞味利·波萊托樞機，榮休輔理主教為圭多·菲安迪諾。

## 附属教区
附属教区有阿奎（Acqui），阿尔巴（Alba），奥斯塔（Aosta），阿斯蒂（Asti），库内奥（Cuneo），佛萨诺（Fossano），伊夫雷亚（Ivrea），蒙多维（Mondovì），皮内罗洛（Pinerolo），萨卢佐（Saluzzo），苏萨（Susa）。